# Cyrtogrammus laosicus
Cyrtogrammus laosicus là một loài bọ cánh cứng trong họ Cerambycidae.